# Yani Rosenthal
Yani Benjamín Rosenthal Hidalgo (San Pedro Sula, Cortés, 14 de julio de 1965) es un empresario y político hondureño. Fue ministro de la presidencia de Manuel Zelaya (2006-2008) y diputado del Congreso Nacional del 2010 al 2014. Fue precandidato presidencial en las elecciones de 2012 y candidato presidencial en las elecciones generales de 2021.

## Educación y familia
Es hijo del difunto empresario Jaime Rosenthal (1936-2019 y Miriam Marina Hidalgo de Rosenthal. Tiene una hermana, Patricia y dos hermanos, Carlos José y César Augusto. Está casado con Claudia Madrid, con quien tiene cuatro hijas: Isabella, Victoria, Elissa y Alexandra.
Estudió su primaria y secundaria en el colegio bilingüe Escuela Internacional Sampedrana en San Pedro Sula. Se graduó de abogado de la Universidad Nacional Autónoma de Honduras en 1987 y en 1998 la Suprema Corte de Justicia le dio el título de notario público. Estudió por dos años una Maestría en Administración de Empresas en el Instituto Centroamericano de Administración de Empresas, graduándose suma cum laude en 2000.

## Carrera política
Rosenthal comenzó como activista del Partido Liberal de Honduras a temprana edad. En 1997 participó como coordinador de sector del Partido Liberal en San Pedro Sula. De 2001 a 2005 fue miembro suplente del ente central de este partido y de 2005 a 2009 fue su secretario internacional de relaciones. 
Cuando Manuel Zelaya comenzó su presidencia el 27 de enero de 2006, nombró a Rosenthal ministro de la Presidencia. Anteriormente Yani había sido asesor del alcalde de San Pedro Sula Jerónimo Sandoval Sorto (1986-1990), coordinador de la campaña de su padre y luego coordinador de campaña regional de Manuel Zelaya para las generales de 2005.
En diciembre de 2006, el presidente Zelaya presentó un estudio que evaluaba la gestión de todos los ministros y otros importantes funcionarios a excepción del ministro Yani Rosenthal, quien supervisó el estudio.
En las elecciones internas de 2008, Rosenthal participó como precandidato a diputado del Partido Liberal por el departamento de Cortés, en el movimiento de Roberto Micheletti. Ganó la candidatura con 27 275 votos y posteriormente ganó la diputación para el periodo 2010-2014.

### Candidaturas presidenciales
Yani Rosenthal participó como precandidato presidencial en su Movimiento Liberal Yanista para las elecciones internas de noviembre de 2012, donde quedó en segundo lugar con 274,476 votos —38.14 %—, siendo superado por Mauricio Villeda, quien obtuvo el 44.84 % de los votos.
El 7 de agosto de 2020, Rosenthal regresó a Honduras tras cumplir una condena de tres años en Estados Unidos por realizar transacciones con dinero de procedencia ilícita. Lanzó su Movimiento Yanista el 11 de octubre de 2020  y tras las elecciones internas de marzo de 2021 se convirtió en el candidato presidencial oficial del Partido Liberal, con el 49.97 % de los votos. En las elecciones generales de noviembre de ese año obtuvo 335,762 votos, el 10.00 %, quedando en el tercer lugar del conteo de votos.

### Presidencia del Consejo Central Ejecutivo del Partido Liberal de Honduras
Desde que asumió la presidencia del Consejo Central Ejecutivo del Partido Liberal de Honduras en abril de 2021, Yani Rosenthal ha trabajado en la unificación del partido y en la creación de una coalición opositora para las elecciones generales. Su liderazgo ha estado marcado por la intención de fortalecer la estructura del partido y recuperar su relevancia en la política hondureña.
Durante su gestión como presidente del Consejo Central Ejecutivo del Partido Liberal de Honduras, Yani Rosenthal ha trabajado en la consolidación del partido y en su posicionamiento como una opción relevante en el panorama político hondureño. Ha promovido la participación ciudadana en elecciones primarias y ha enfatizado la importancia de garantizar el derecho al voto. Además, ha anunciado que al finalizar su mandato, apoyará a Salvador Nasralla en su candidatura presidencia.
Yani Rosenthal ha impulsado varias estrategias para fortalecer el Partido Liberal de Honduras. Entre ellas, ha promovido una asignación más eficiente de los recursos públicos, enfatizando la importancia de sectores clave como la salud, educación e infraestructura. También ha trabajado en consolidar el partido como una alternativa viable frente a la inestabilidad de otros partidos políticos. Además, ha abogado por una estrategia audaz que permita al partido atraer a sectores políticos dispersos y fortalecer su liderazgo.
Esta estrategia se basa en la necesidad de revitalizar el partido en un contexto de crisis de liderazgo nacional. Rosenthal ha identificado que, aunque existen líderes regionales y locales dentro del Partido Liberal, ninguno ha logrado consolidarse como una figura unificadora a nivel nacional. Por ello, su plan busca concentrar fuerzas alrededor de un liderazgo sólido que pueda atraer a estos sectores dispersos y ofrecerles una alternativa viable frente a la desilusión con el gobierno actual.

## Condena por transacciones con dinero de procedencia ilícita
En 2015 el Departamento del Tesoro de los Estados Unidos y la Fiscalía del Distrito Sur de Nueva York acusaron por corrupción y lavado de dinero relacionado con el tráfico de drogas a Jaime Rosenthal, a su hijo Yani, a su sobrino Yankel Rosenthal, y al abogado de Grupo Continental. La acusación mencionaba la colaboración de ellos con el cartel hondureño de Los Cachiros, y en el caso de Yani Rosenthal afirmaba que proveyó al cartel de financiación para sus actividades criminales y que aceptó cientos de miles de dólares provenientes del narcotráfico para financiar su campaña en 2012. 
El 7 de octubre de 2015, la Oficina de Control de Activos Extranjeros (OFAC por sus siglas en inglés) anunció la designación de Jaime Rosenthal, Yankel Rosenthal y Yani Rosenthal como traficantes de narcóticos especialmente designados de conformidad con la ley de cabecillas del narcotráfico en el extranjero.
El 26 de julio de 2017, Rosenthal se declaró culpable por conspirar para realizar transacciones con bienes de procedencia ilícita; según dijo, su error fue «haber comprado unas vacas sin investigar a profundidad su origen». El 15 de diciembre de ese año Rosenthal fue sentenciado por ese delito a 36 meses de prisión, la renuncia de 500 000 dólares y el pago de una multa de 2 500 000 (dos millones quinientos mil) dólares. Rosenthal cumplió su condena y regresó a San Pedro Sula, Honduras, el 7 de agosto de 2020.